# Hundszungen (Pflanzen)
Die Hundszungen (Cynoglossum) sind eine Pflanzengattung innerhalb der Familie der Raublattgewächse (Boraginaceae).
Den Namen „Hundszunge“ für die Gattung stammt von ihren langen, schmalen, rauen Blättern, die an die heraushängende Zunge von Hunden erinnern. Die Pflanzen besitzen einen mehr oder weniger strengen Geruch, der an Mäuse erinnert.

## Beschreibung

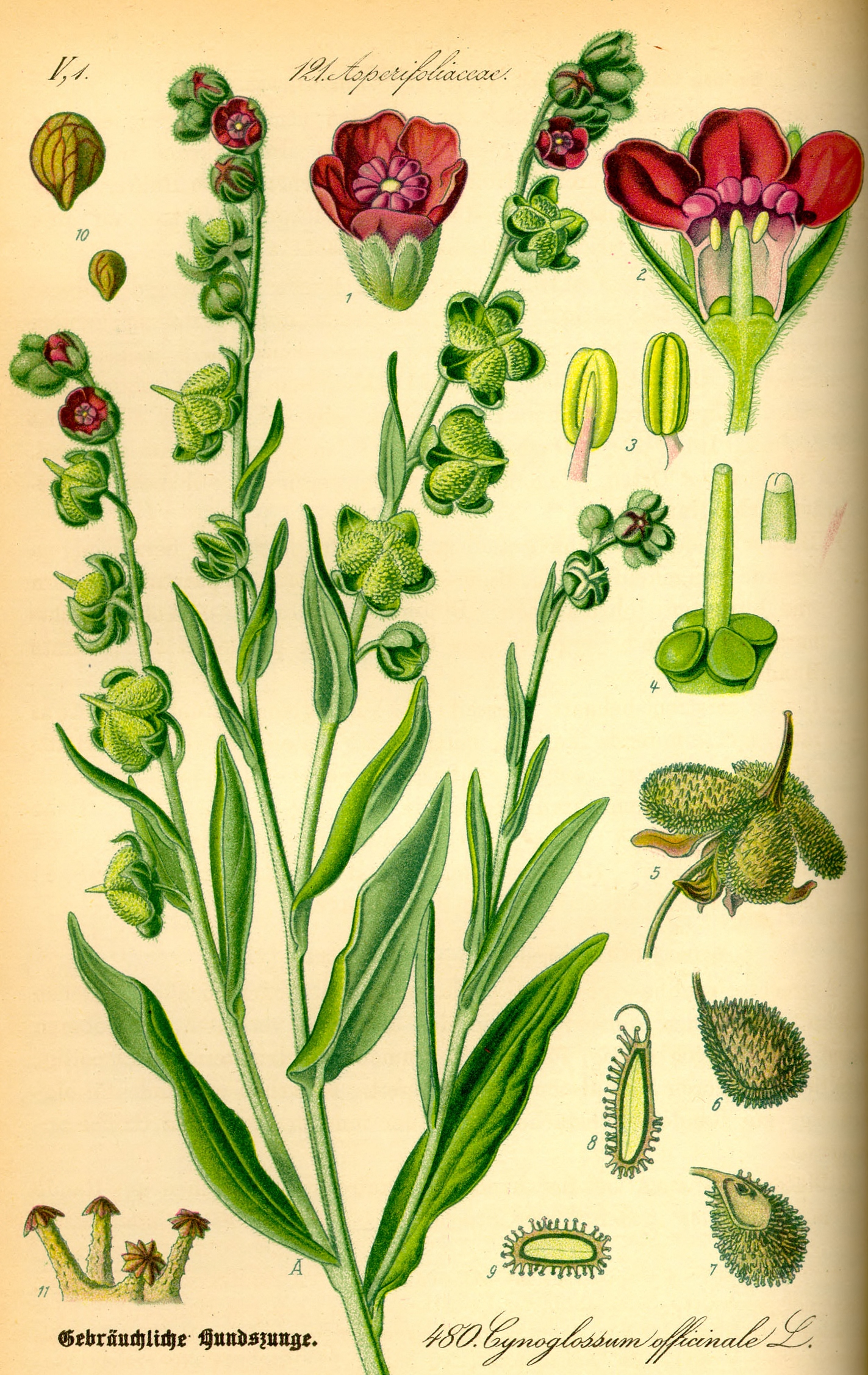
Illustration der Gewöhnlichen Hundszunge (Cynoglossum officinale)

### Vegetative Merkmale
Hundszungen-Arten sind meist zweijährige oder ausdauernde, seltener einjährige, krautige Pflanzen. Die wechselständigen Laubblätter sind einfach und ganzrandig; sie sind meist gestielt bis sitzend oder halb-stängelumfassend.

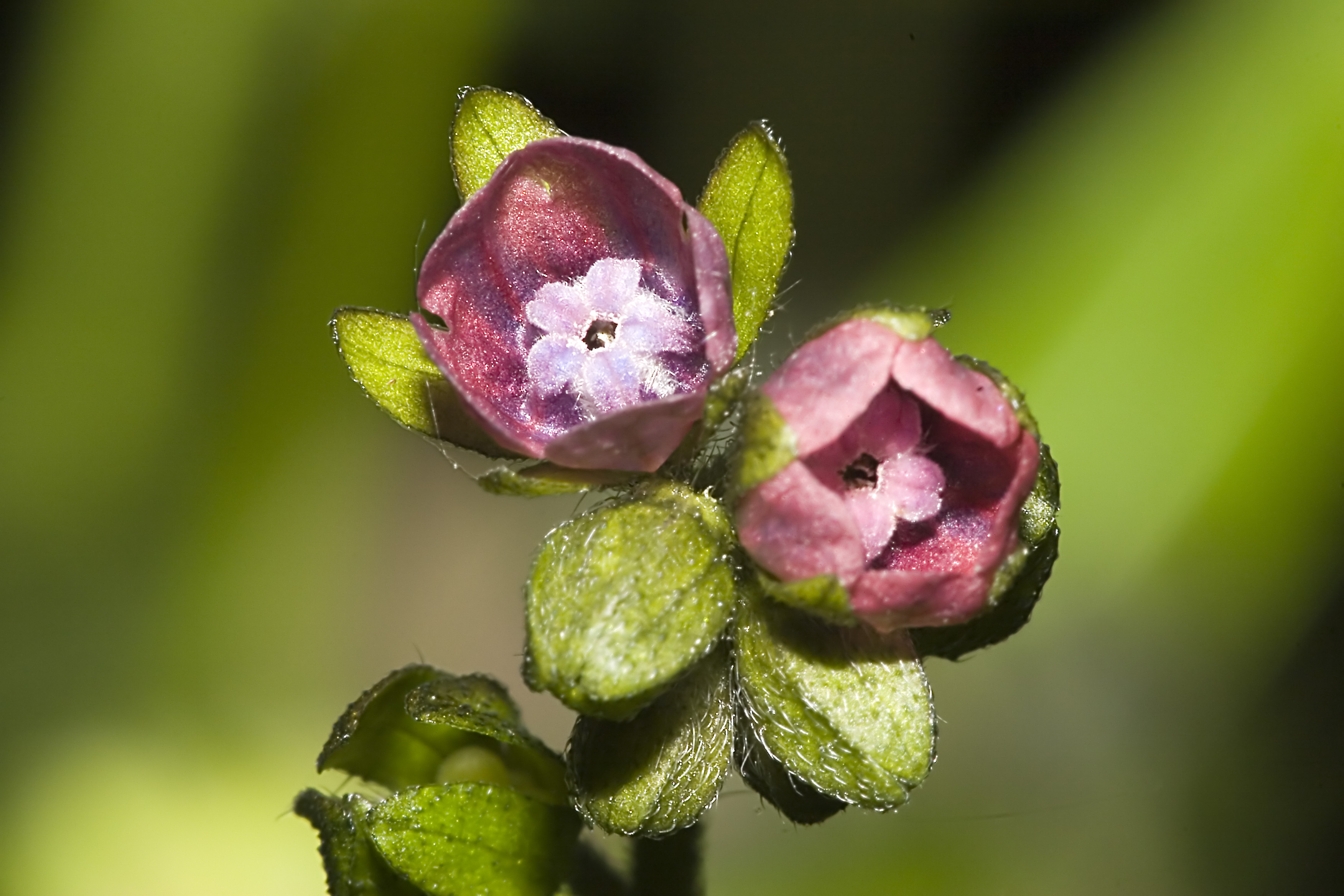
Blüten der Deutschen Hundszunge (Cynoglossum germanicum)

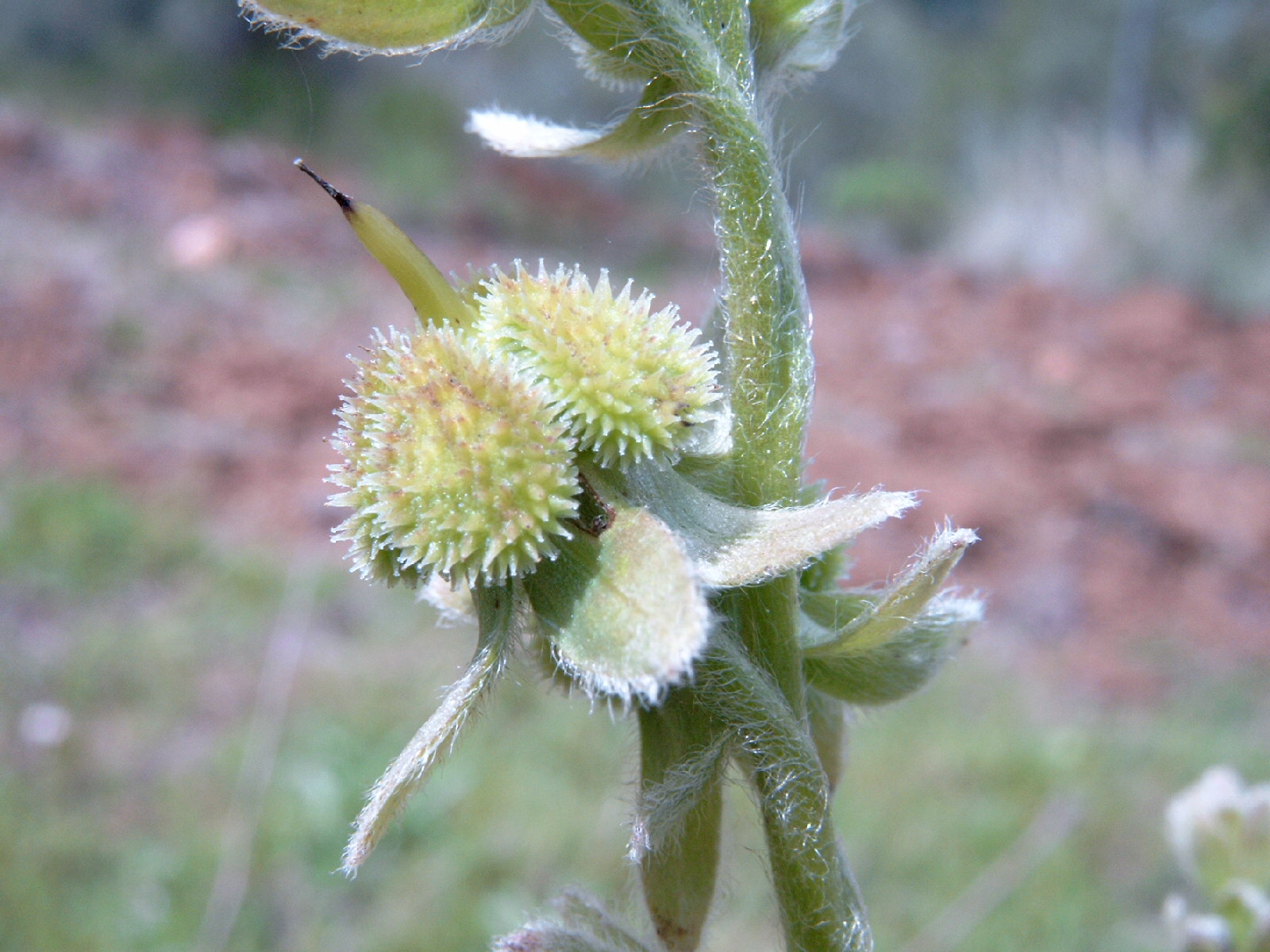
Klausenfrucht der Kretischen Hundszunge (Cynoglossum creticum)

### Generative Merkmale
Meist stehen viele Blüten in endständigen zymösen oder wickeligen Blütenständen, meist ohne Tragblätter, zusammen.
Die zwittrigen Blüten sind meist fünfzählig und radiärsymmetrisch mit doppelter Blütenhülle. Die meist fünf bei der Fruchtreife bleibenden Kelchblätter sind höchstens an ihrer Basis verwachsen und vergrößern sich nach der Anthese. Die meist fünf Kronblätter sind zu einer zylindrischen bis trichterförmigen Röhre mit einem radförmigen Saum verwachsen. Diese Kronröhre wird durch fünf Schlundschuppen verschlossen. Staubblätter und Griffel sind in der Kronröhre eingeschlossen. Es ist nur ein Kreis mit meist fünf fertilen Staubblättern vorhanden (pentazyklische Blüte). Die kurzen Staubblätter stehen in oder oberhalb der Mitte. Die zwei Fruchtblätter bilden den oberständigen Fruchtknoten; er ist durch falsche Scheidewände in vier Klausen geteilt. Der gynobasische (nahe der Anheftungsstelle der Fruchtblätter ansitzende), kurze Griffel ist bei reifen Früchten beständig.
Die Klausenfrucht zerfällt in meist vier Teilfrüchte. Die meist vier einsamigen nussartigen Klausen sind ei- bis kreisförmig, auf der Dorsalseite konvex, flach oder leicht konkav, sie sind zum Teil mit Randwulst und mit Widerhaken versehen.

## Ökologie
Die Bestäubung erfolgt vorwiegend durch Schwebfliegen.

## Systematik und Verbreitung

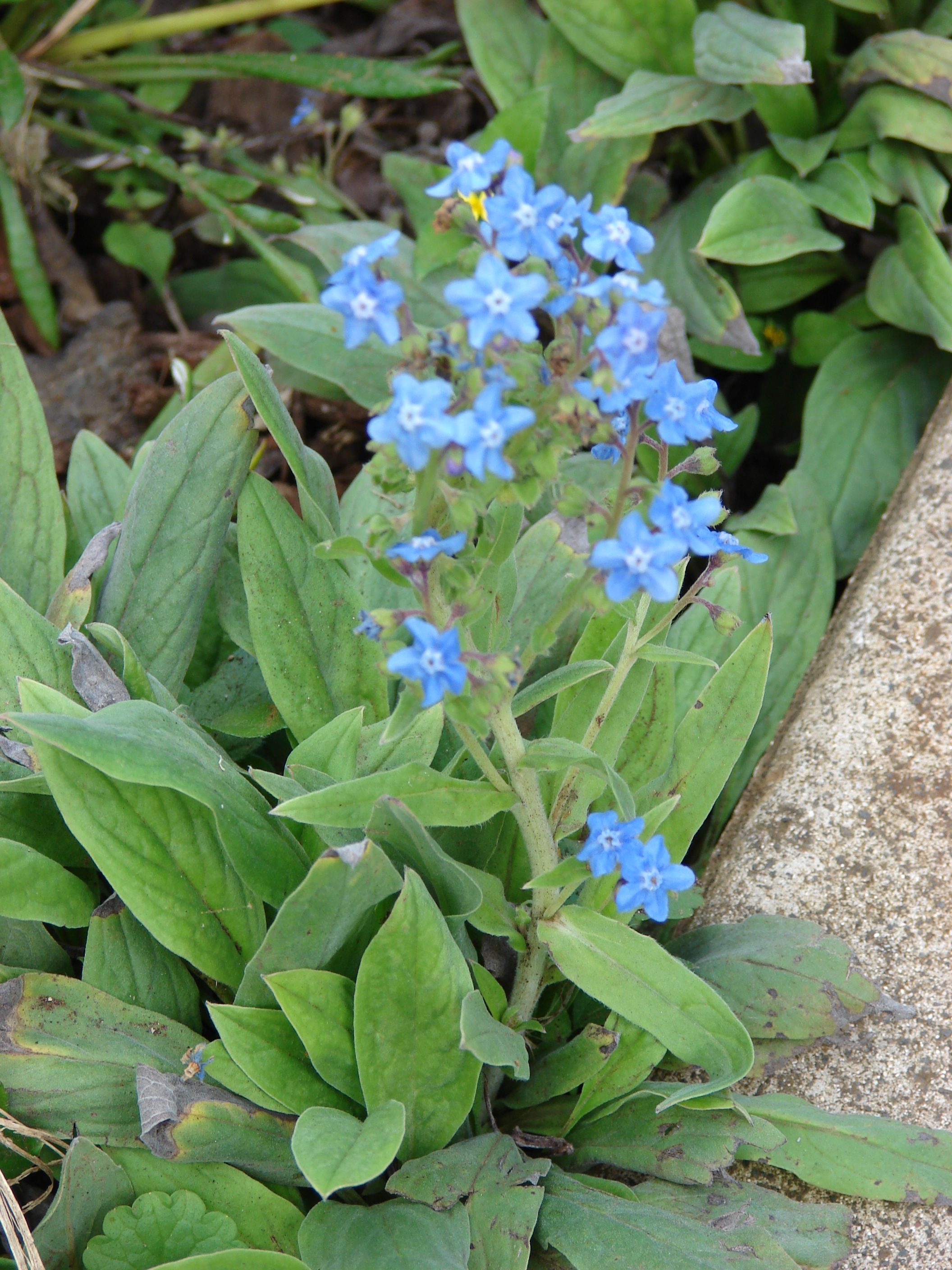
Cynoglossum amabile

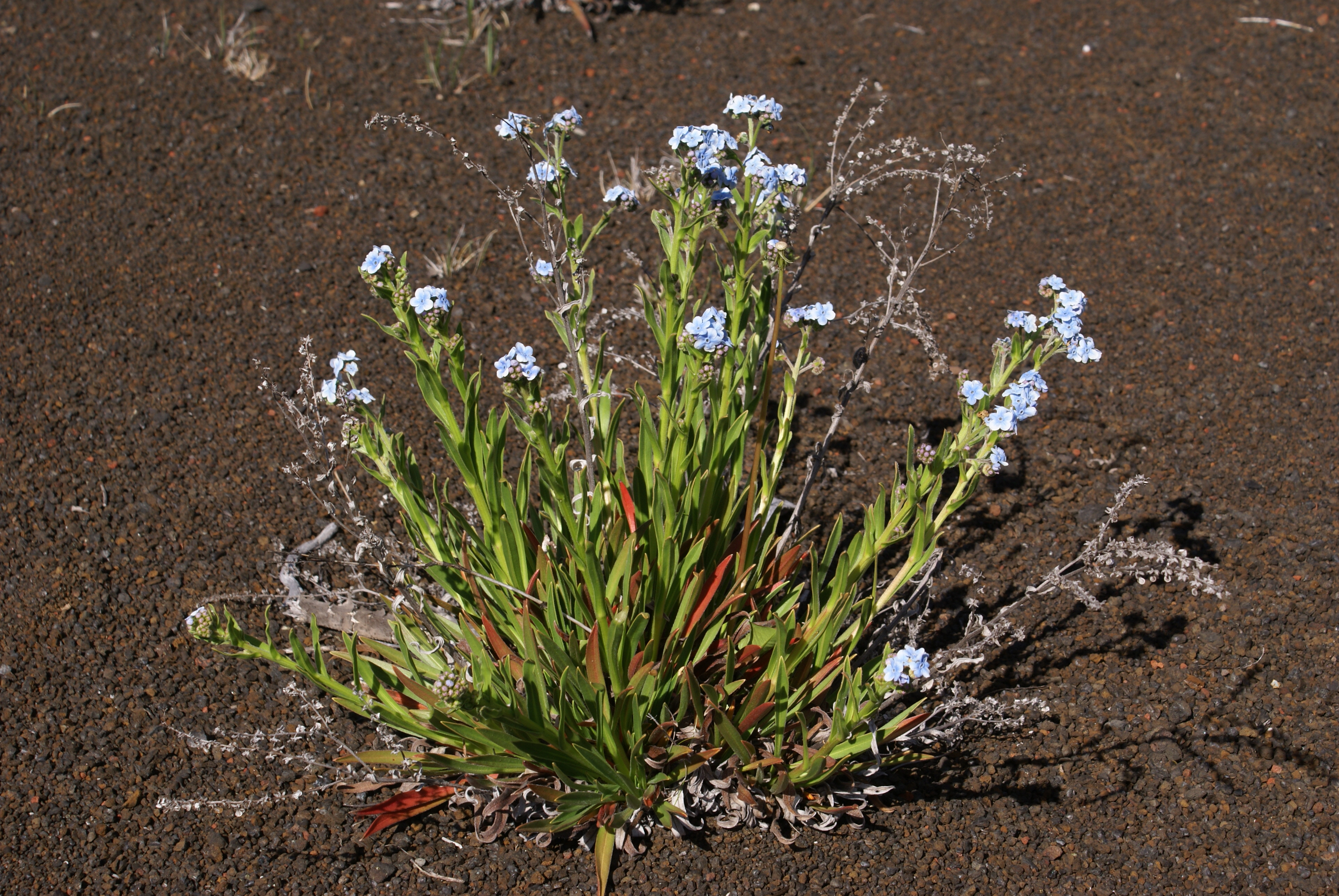
Cynoglossum borbonicum

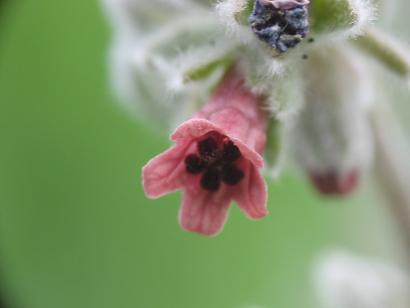
Blüte der Goldlackblättrigen Hundszunge (Cynoglossum cheirifolium)

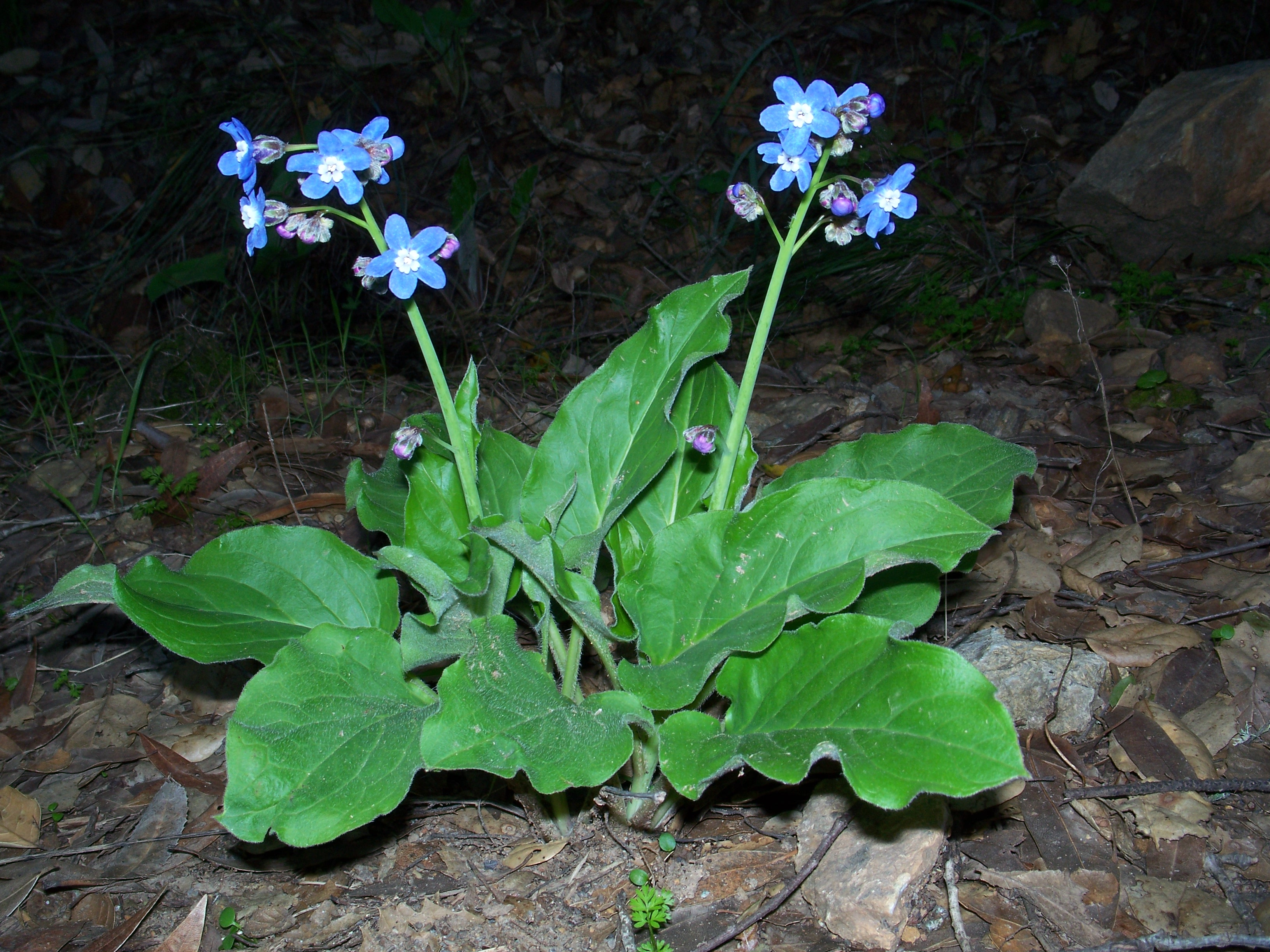
Cynoglossum grande

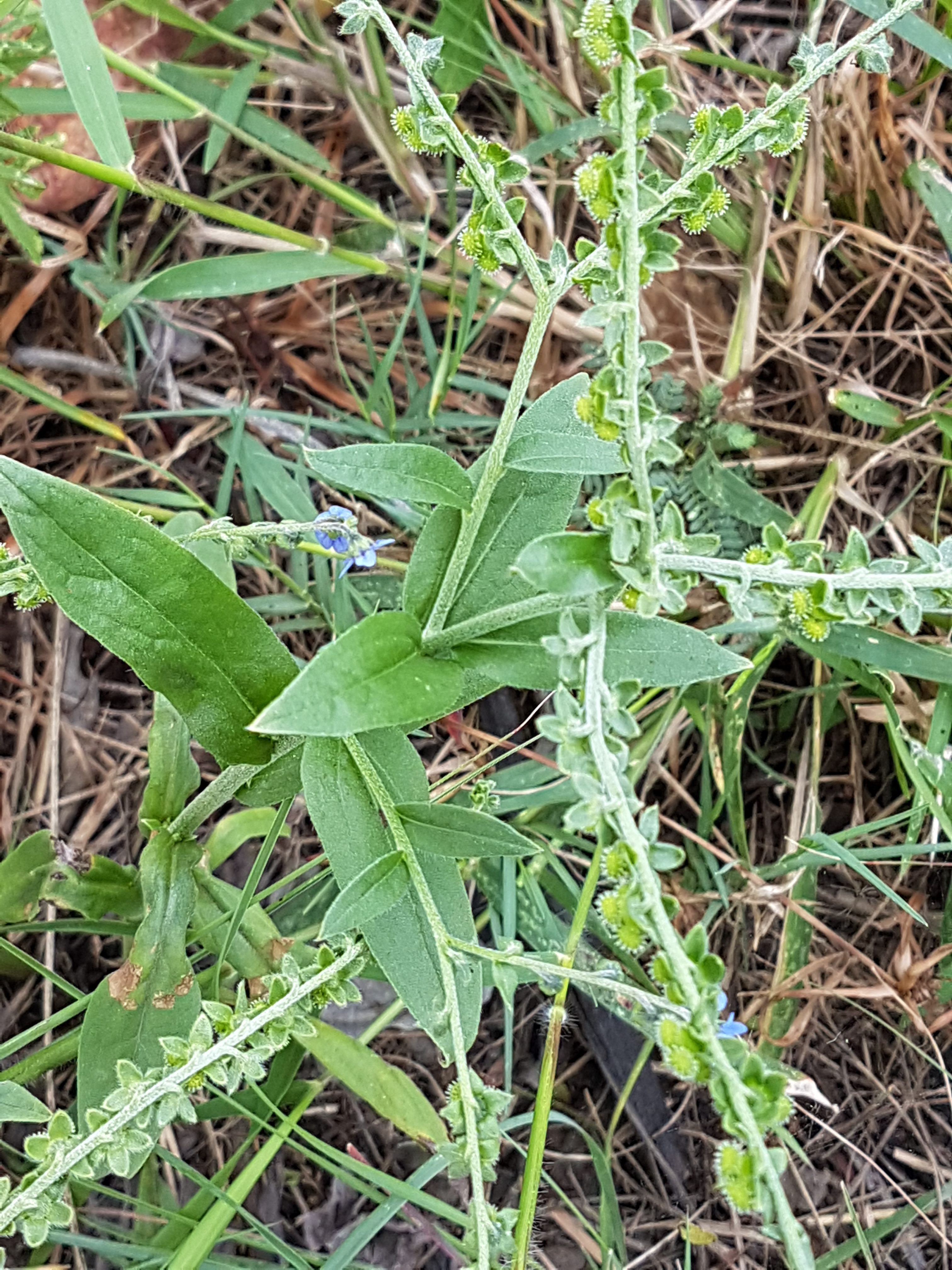
Cynoglossum lanceolatum

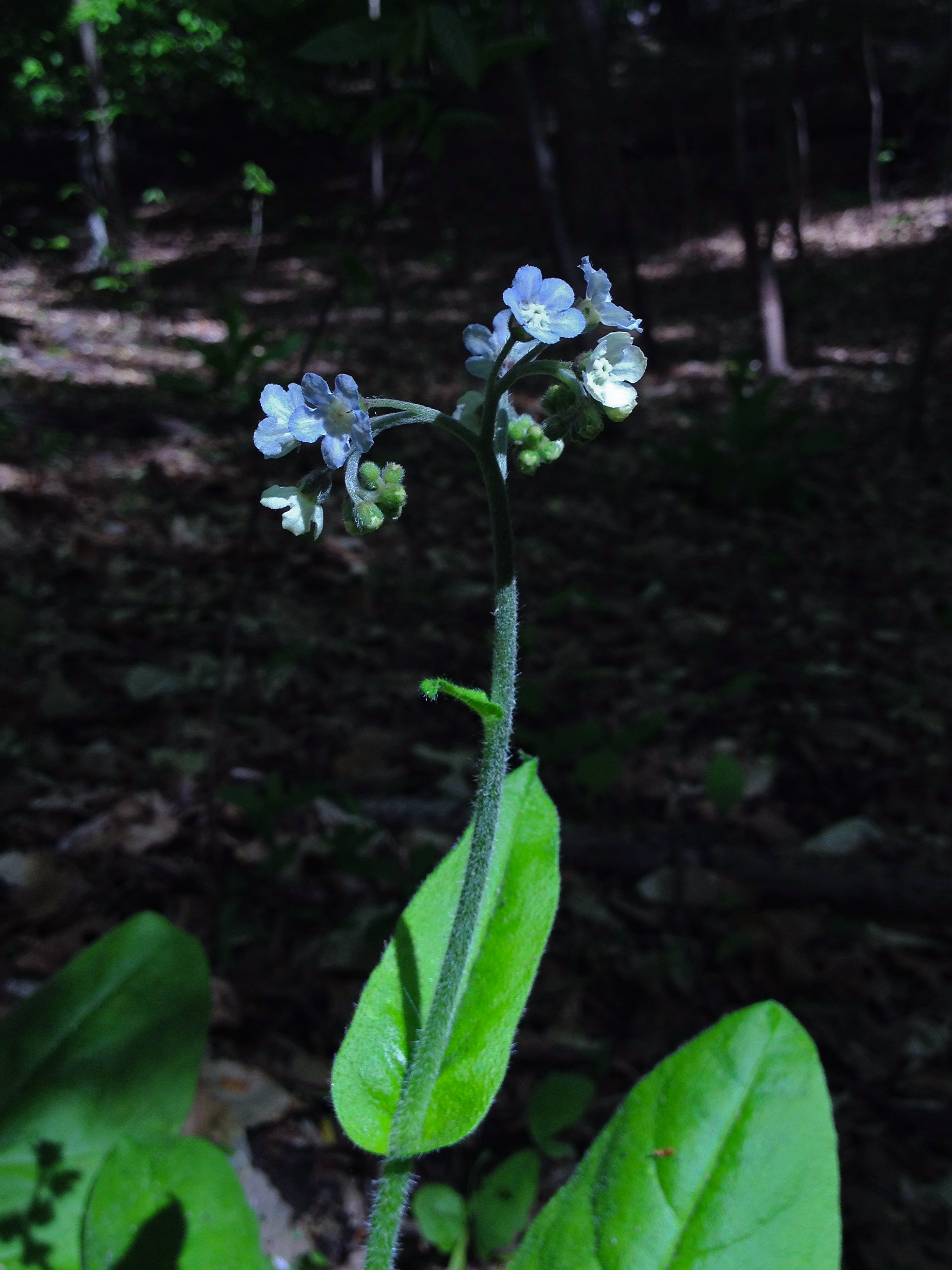
Cynoglossum virginianum

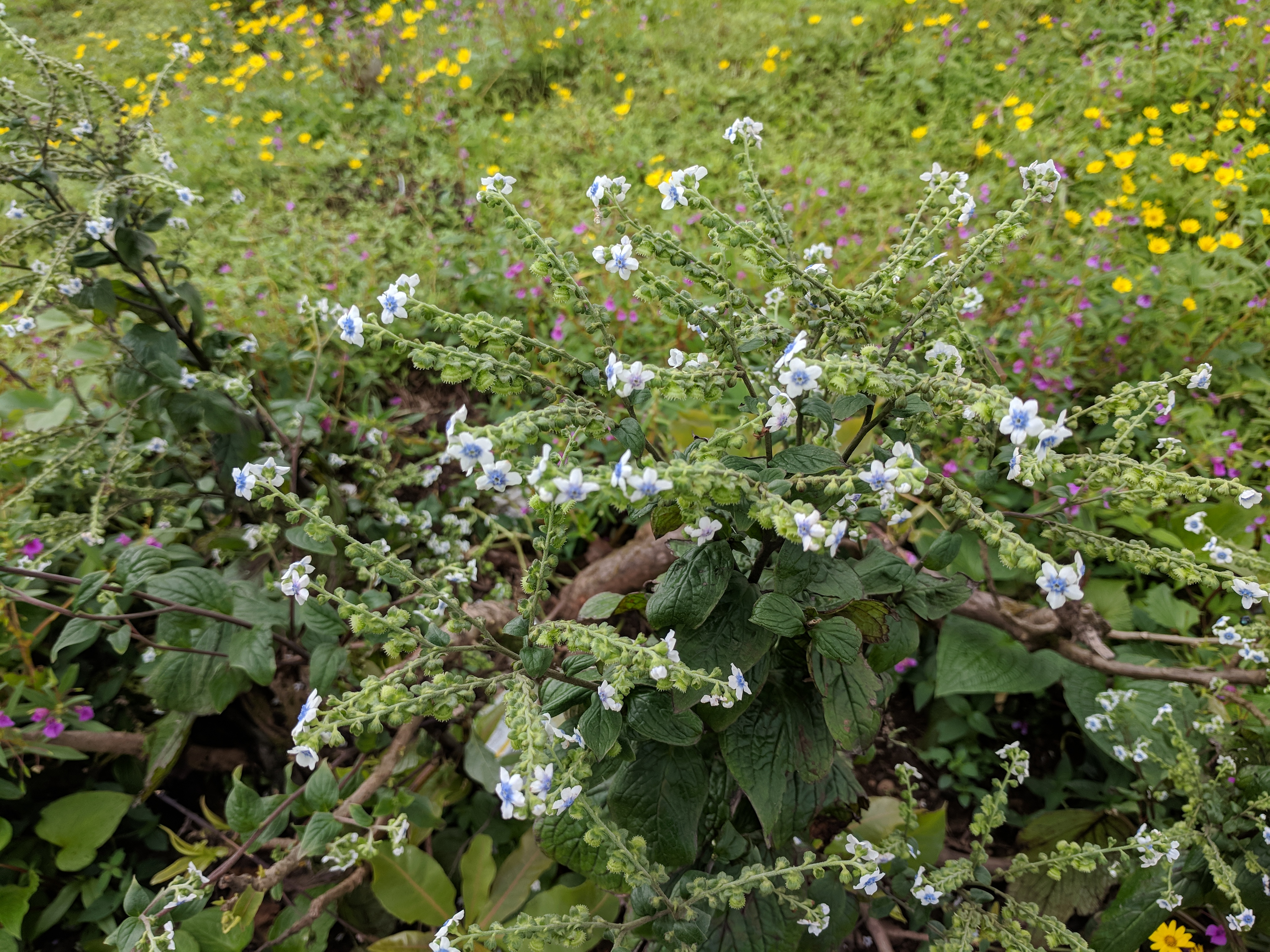
Cynoglossum zeylanicum

Die Gattung Cynoglossum wurde durch Carl von Linné aufgestellt. Als Lectotypus-Art wurde 1913 Cynoglossum officinale L. festgelegt. Die Gattung Cynoglossum gehört zur Tribus Cynoglosseae in der Unterfamilie Boraginoideae innerhalb der Familie Boraginaceae.
Die etwa 75 Arten der Gattung Cynoglossum sind vorwiegend in den Tropen und Subtropen, fast weltweit, verbreitet. In Europa kommen elf und in Deutschland nur die zwei Arten Deutsche Hundszunge (Cynoglossum germanicum) und Gewöhnliche Hundszunge (Cynoglossum officinale) vor. In Österreich tritt zusätzlich noch Ungarn-Hundszunge (Cynoglossum hungaricum) auf.
Es gibt etwa 75 Cynoglossum-Arten (hier eine Auswahl):
- Cynoglossum amabile Stapf & J.R.Drumm.: Die Heimat ist China und Bhutan. Sie kommt als Neophyt in Nord- und Südamerika, Afrika, Neuseeland und Hawaii vor.[6]
- Cynoglossum australe R.Br.: Sie kommt in Australien vor.[7]
- Cynoglossum borbonicum (Lam.) Bory: Dieser Endemit kommt nur auf Réunion vor.
- Cynoglossum boreale Fernald: Sie kommt vom subarktischen Nordamerika bis zu den vereinigten Staaten vor.[7]
- Goldlackblättrige Hundszunge (Cynoglossum cheirifolium L.): Sie ist in Südeuropa und Nordafrika verbreitet.[8]
- Cynoglossum clandestinum Desf.: Sie kommt in Spanien, Portugal, Sardinien, Sizilien, Algerien, Marokko, Tunesien und Libyen vor.[8]
- Cynoglossum coeruleum Hochst. ex A.DC.: Sie ist im tropischen Afrika verbreitet.[6]
- Cynoglossum columnae Ten.: Die Heimat ist Italien, Sizilien, die Balkanhalbinsel, die Ägäis und die Türkei.[8]
- Kretische Hundszunge (Cynoglossum creticum Mill.)
- Cynoglossum dioscoridis Vill.: Die Heimat ist Spanien, Frankreich, Italien, Marokko und Algerien.[6]
- Cynoglossum formosanum Nakai: Die Heimat ist Taiwan und Japan.[9]
- Cynoglossum furcatum Wall. ex Roxb.: Sie ist in Asien verbreitet.[6]
- Cynoglossum gansuense Y.L.Liu: Sie gedeiht in Höhenlagen von 1600 bis 2900 Metern in den chinesischen Provinzen Gansu, Qinghai, Ningxia sowie Sichuan.[9]
- Cynoglossum geometricum Baker & C.H.Wright (Syn.: Cynoglossum coeruleum Hochst. ex A.DC. subsp. geometricum (Baker & C.H.Wright) S.Edwards): Sie ist in Afrika verbreitet.
- Deutsche Hundszunge (Cynoglossum germanicum Jacq., Syn.: Cynoglossum montanum Lam. non L.)
- Cynoglossum grande Douglas ex Lehm.: Sie ist in Kanada und den USA verbreitet.[6]
- Ungarn-Hundszunge (Cynoglossum hungaricum Simonk.): Sie ist vom östlichen Mitteleuropa, Osteuropa und Südosteuropa bis zur Türkei verbreitet.[8]
- Cynoglossum lanceolatum Forssk.: Sie ist Afrika und Asien weitverbreitet.[6]
- Cynoglossum macrocalycinum Riedl: Sie kommt in der Inneren Mongolei vor.[9]
- Cynoglossum magellense Ten.: Die Heimat ist Italien.[8]
- Cynoglossum microglochin Benth.: Sie kommt vom östlichen Afghanistan bis zum Himalaja vor.[7]
- Cynoglossum montanum L. non Lam.: Sie kommt von Südeuropa bis Vorderasien vor.[8]
- Cynoglossum nebrodense Guss.: Dieser Endemit kommt nur Sizilien vor.[8]
- Cynoglossum nervosum Benth. ex C.B.Clarke: Die Heimat ist Indien und Pakistan.[6]
- Gewöhnliche Hundszunge (Cynoglossum officinale L., Syn.: Cynoglossum castellanum Pau). Mit den Unterarten:
  - Cynoglossum officinale L. subsp. officinale
  - Cynoglossum officinale subsp. rotatum (Velen.) Peev (Syn.: Cynoglossum rotatum Velen.)
- Cynoglossum occidentale A.Gray: Sie kommt von Oregon bis Kalifornien vor.[7]
- Cynoglossum schlagintweitii (Brand) Kazmi: Sie kommt in Indien und Tibet vor.[9]
- Cynoglossum sphacioticum Boiss. & Heldr.: Dieser Endemit kommt nur auf Kreta vor.[8]
- Cynoglossum triste Diels: Sie gedeiht in Höhenlagen von 2500 bis 3100 Metern in den chinesischen Provinzen Sichuan sowie Yunnan.[9][6]
- Cynoglossum virginianum L.: Sie ist in Kanada und den Vereinigten Staaten verbreitet.[6]
- Cynoglossum viridiflorum Pallas ex Lehmann: Sie ist in Kasachstan, Kirgisistan, Russland, Tadschikistan, Turkmenistan, Usbekistan und in der Inneren Mongolei verbreitet.[9]
- Cynoglossum wallichii G. Don (inklusive die Varietät Cynoglossum wallichii var. glochidiatum (Wall. ex Benth.) Kazmi; Syn.:Cynoglossum glochidiatum Wall. ex Benth.): Sie ist in Afghanistan, Indien, Pakistan, Nepal, Bhutan, Myanmar und China verbreitet.[6]
- Cynoglossum zeylanicum (Vahl) Brand: Die Heimat ist Indien und Sri Lanka.[6]

Die Abgrenzung der Arten innerhalb der Tribus Cynoglosseae ist problematisch und wird innerhalb der Botanik uneinheitlich gehandhabt. Traditionell haben Botaniker, gestützt überwiegend auf morphologische Merkmale, insbesondere der Früchte, hier eine Vielzahl von Gattungen, darunter Paracaryum, Solenanthus, Mattia, Mattiastrum, Rindera, Pardoglossum, Trachelanthus und Lindelofia unterschieden. Verschiedene Revisionen unterschiedlicher Bearbeiter im Laufe mehrerer Jahrzehnte synonymisierten jeweils einzelne davon miteinander, ohne dass sich eine befriedigende Lösung abzeichnete. Dies veranlasste Werner Greuter im Jahr 1981 dazu, die meisten dieser Gattungen, bis zur Klärung der Verhältnisse, in einer weit gefassten Gattung Cynoglossum zu vereinigen, also die anderen Gattungen mit dieser zu synonymisieren. Dies wurde von einigen Botanikern akzeptiert, während andere an den traditionellen Gattungsnamen festhielten.
Phylogenomische Arbeiten, bei denen die Verwandtschaft anhand des Vergleichs homologer DNA-Sequenzen untersucht wird, haben klar erwiesen, dass die Gattung Cynoglossum paraphyletisch ist, wenn man diese Gattungen anerkennt. Es fanden sich zudem Hinweise darauf, dass abweichende Fruchtformen (wie in Solenanthus und Pardoglossum) ökologische Gründe haben können (angepasst an Verbreitung durch Tiere, Epizoochorie) und als taxonomisches Merkmal weniger Gewicht besitzen könnten als früher gedacht. Bis zu einer befriedigenden Klärung der Sachlage haben sich viele Botaniker aber entschlossen, die traditionellen Gattungsnamen weiter zu verwenden.